# Hydrobia
Genre
Hydrobia est un genre de petits mollusques gastéropodes d'eau douce ou d'eau saumâtre de la famille des Hydrobiidae, plus communément appelés hydrobies.

## Liste des espèces actuelles
Selon World Register of Marine Species (11 décembre 2020) :
- Hydrobia aciculina  (Bourguignat, 1876)
- Hydrobia acuta  (Draparnaud, 1805)
- Hydrobia djerbaensis  Wilke, Pfenninger & Davis, 2002
- Hydrobia euryomphala  (Bourguignat, 1876)
- Hydrobia glyca  (Servain, 1880)
- Hydrobia knysnaensis  (F. Krauss, 1848)